# Mariano Yurrita
Mariano Yurrita Llorente, conocido en el mundo del fútbol como Yurrita, (Alza, Guipúzcoa, 11 de mayo de 1904 – San Sebastián, Guipúzcoa, 3 de mayo de 1976) fue un futbolista internacional español de la década de 1920. 

## Biografía

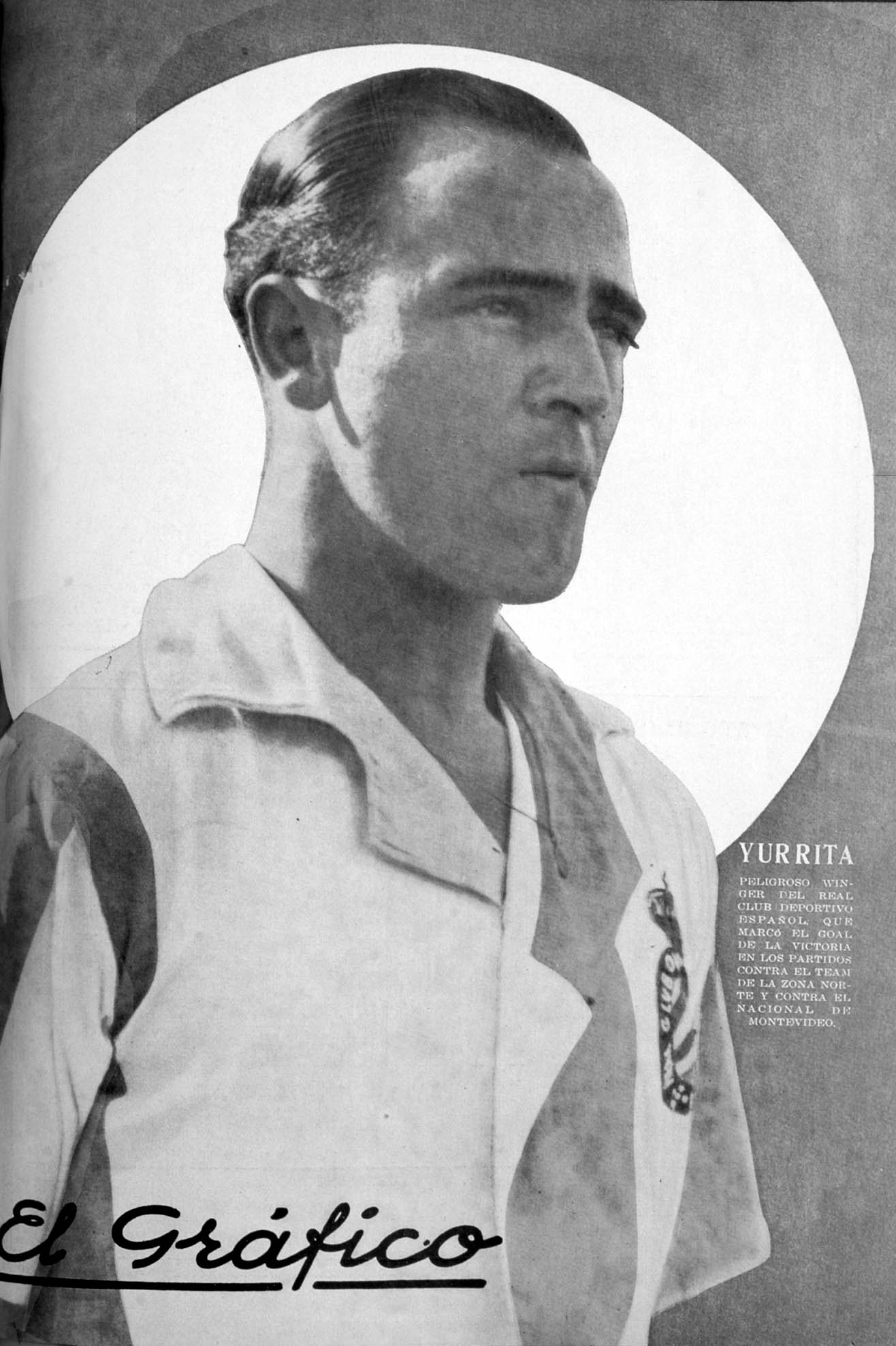
Yurrita en 1926.

Yurrita era natural del barrio donostiarra de Alza, donde nació en 1904.  Alza era por aquel entonces un municipio independiente, que no sería anexionado por San Sebastián hasta la década de 1940.
Inició su vida deportiva a los 17 años jugando en el Corinthians de San Sebastián, un modesto equipo local hace tiempo desaparecido que tomaba su nombre prestado del entonces famoso Corinthian FC de Londres. En la temporada 1922/23 es fichado por la Real Sociedad de Fútbol, principal equipo de la ciudad. Inicialmente jugó con el equipo reserva de la Real, hasta que llegó su debut con el primer equipo, el 4 de marzo de 1923, frente al Real Unión.
Yurrita compartió equipo con una brillante generación de jugadores realistas, muchos de ellos internacionales, entre los que se encontraban Agustín Eizaguirre, Trino, Matías, Arbide, Arrillaga, Artola, Benito Díaz, Galatas, Antonio Juantegui o Urbina. Con ellos se proclamó Campeón Regional de Guipúzcoa en 1925 superando al eterno rival, el Real Unión.
En julio de 1925 se anunció la marcha de Yurrita de la Real. La familia de este era poseedora de una industria y decidió mandar al joven Mariano a trabajar y formarse a la ciudad de Barcelona. Yurrita, que era un jugador totalmente amateur, gestionó su pase como jugador amateur por cambio de residencia para jugar por el Real Club Deportivo Español en sus ratos libres.
En el Español Yurrita jugó durante dos temporadas. En 1927 el jugador decide regresar a la Real Sociedad. En un principio, pensando que el jugador iba a fichar como profesional, el Español decidió ejercer el derecho de retención, pero finalmente el jugador siguió siendo amateur y pudo fichar por la Real. 
Yurrita siguió otras 3 temporadas más en la Real Sociedad ganando los campeonatos regionales de 1929 y siendo subcampeón de la Copa del Rey de Fútbol 1928, donde disputó la triple final frente al FC Barcelona. Compartió equipo con Zaldúa, Amadeo, Marculeta, Mariscal, Cholín, Paco Bienzobas, Izaguirre, así como otros jugadores de su etapa anterior.
Durante el verano de 1928 fue seleccionado para participar en los Juegos Olímpicos de Ámsterdam 1928, pero no llegó a debutar en el torneo.
Cuando se inició la Liga de Fútbol Española, disputó las 2 primeras temporadas del torneo de Primera división, siendo entonces titular indiscutible del equipo. Jugó 34 partidos con la Real en Primera marcando 6 goles.
A pesar de ser todavía joven, tenía solo 26 años, anunció su retirada al finalizar la temporada 1929-30. Su retirada fue forzada por una úlcera de estómago que mermaba notablemente su rendimiento.
Con los donostiarras disputó un total de 102 partidos oficiales y marcó 20 goles.
Tras su retirada vivió dedicado a sus negocios familiares, aunque nunca acabó desligándose del mundo del fútbol, ya que fue directivo de la Real Sociedad llegando a ejercer el cargo de tesorero. A principios de la década de 1960 actuaba como delegado del club.

## Selección nacional
Fue internacional con la Selección de fútbol de España en 2 ocasiones, sin marcar ningún gol.
Formó parte de la expedición que disputó los Juegos Olímpicos de Ámsterdam 1928 aunque no llegó a debutar en el torneo. Debutó al año siguiente en un amistoso el 14 de abril de 1929 en Zaragoza, donde España ganó a Francia por 8:1. Su segundo partido y su actuación más recordada fue en la victoria de España por 4:3 frente a Inglaterra en Madrid un mes más tarde. 

## Clubes
| Club                      | País   | Año       |
| ------------------------- | ------ | --------- |
| Corinthians San Sebastián | España | 1921-1922 |
| Real Sociedad             | España | 1922-1925 |
| RCD Español               | España | 1925-1927 |
| Real Sociedad             | España | 1927-1930 |

## Palmarés

### Campeonatos regionales
| Título                           | Club          | País   | Año       |
| -------------------------------- | ------------- | ------ | --------- |
| Campeonato Regional de Guipúzcoa | Real Sociedad | España | 1924-1925 |
| Campeonato Regional de Guipúzcoa | Real Sociedad | España | 1928-1929 |